# 臺北市政府政風處
臺北市政府政風處（簡稱政風處），1993年成立，是臺北市政府一級機關，旨在處理市府內部的貪腐及作風問題。

## 組織架構

### 處本部
- 處長
- 副處長
- 主任秘書

### 內部單位
- 第一科：公務機密維護、機關安全維護、政風人員任免遷調。
- 第二科：貪瀆不法之查處。
- 第三科：貪瀆不法之預防、政風法令宣導、公職人員財產申報。
- 秘書室：負責庶務、文書及資訊業務。
- 主計機構：依法辦理歲計、會計及統計事項。
- 人事機構：依法辦理人事管理事項。

## 外部連結
- 臺北市政府政風處 （页面存档备份，存于）（中文）（英文）